# Karl von Bauer (General, 1777)

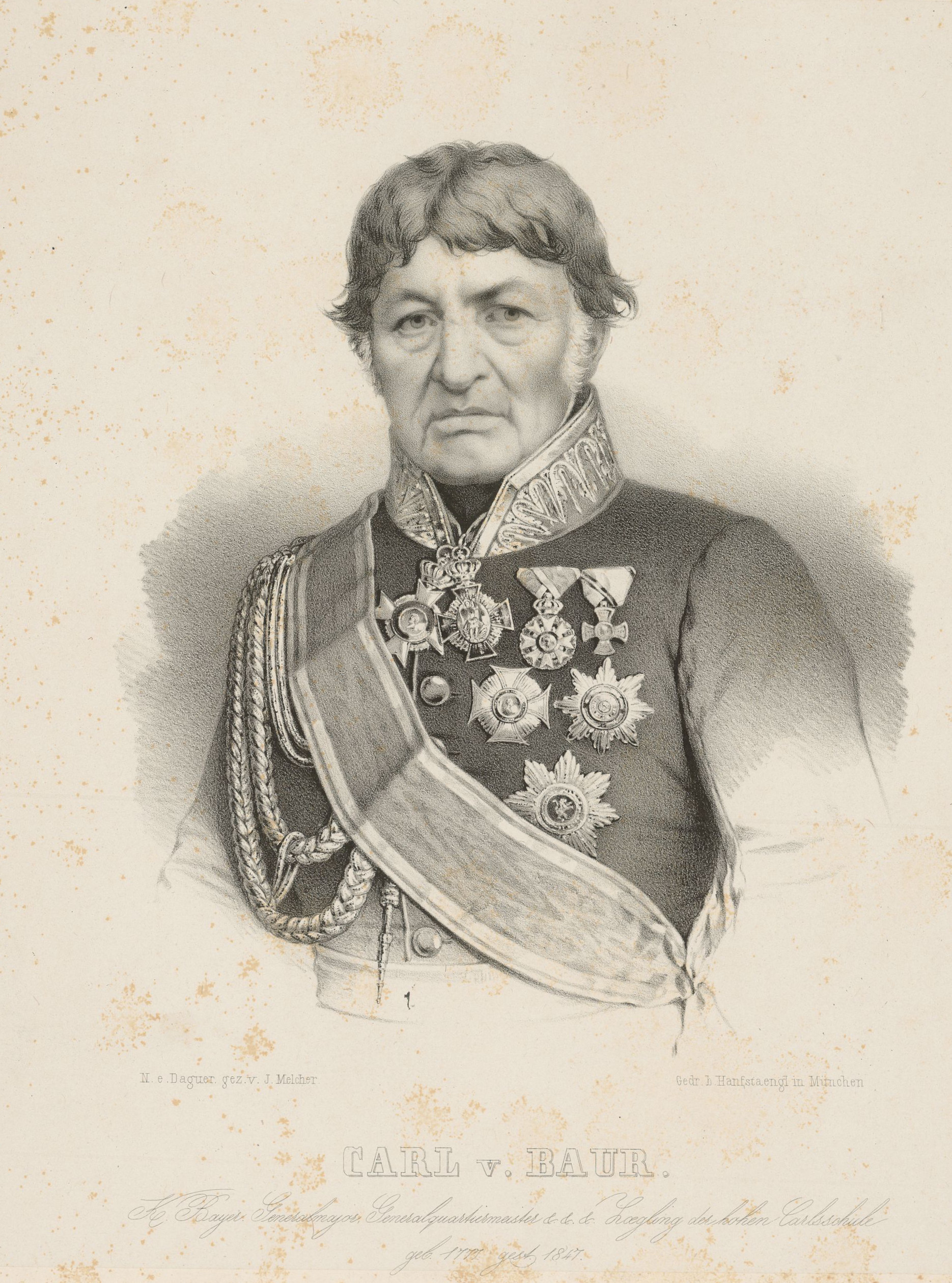
Karl von Bauer, Lithographie von Peter Hanfstaengl

Karl von Bauer (* 28. Dezember 1777 in Ludwigsburg; † 31. März 1847 in München) war ein deutscher General.

## Leben
Bauer war zunächst Chef der Artilleriesektion in der Schweizer Armee, bevor er 1806 in die bayerische Armee eintrat. Er unterrichtete am Kadettenkorps in München und nahm an den Feldzügen 1809 in Tirol und 1815 teil. Seit 1813 gehörte er dem Generalstab an. Bauer wurde mit mehreren geheimen Missionen zu Verhandlungen über das Festungssystem des Deutschen Bundes betraut, bevor er 1840 Generalquartiermeister wurde. 1838 prüfte er die Verwendung der kurz zuvor in Deutschland eingeführten Eisenbahn im Militär.

## Veröffentlichungen
- Der Krieg in Tirol während des Feldzugs von 1809 mit besonderer Hinsicht auf das Corps des Obersten Grafen von Arco: mit Anmerkungen über die Natur des Krieges in diesem Gebirgslande; nebst eine Charte des Kriegsschauplatzes. Selbstverlag, München 1812.
- Welches ist die ächte und natürliche Gränze zwischen Deutschland und Frankreich? Eine militärische Betrachtung. o. O. 1813 [anonym veröffentlicht].
- Welches sind die wahren und natürlichen Bundesfestungen und ist Ulm eine solche? Von einem süddeutschen Officiere (Deutsche Flugschriften; 13) [anonym veröffentlicht].